# Santi Cazorla
Santiago „Santi“ Cazorla González (* 13. Dezember 1984 in Lugo de Llanera) ist ein spanischer Fußballspieler, der bei Real Oviedo unter Vertrag steht. Er wurde mit der spanischen Nationalmannschaft zweimal Europameister.

## Karriere

### Verein
Der aus der Jugend von Real Oviedo stammende Cazorla machte seine ersten Schritte im Profifußball beim FC Villarreal, wo er seit 2003 unter Vertrag stand. Er erzielte vier Treffer im UEFA-Pokal 2004/05 und wurde in der UEFA Champions League 2005/06 zweimal eingesetzt ohne dabei zu treffen. Mit Anfang 20 wurde Cazorla bereits Stammspieler in der ersten spanischen Liga.
Zur Saison 2006/07 wechselte Cazorla zum Aufsteiger Recreativo Huelva, bei dem er einen Vertrag bis zum 30. Juni 2010 erhielt. Er kam auf 34 Ligaeinsätze, in denen er fünf Treffer erzielte.
Zur Saison 2007/08 kehrte Cazorla zum FC Villarreal zurück. In den folgenden vier Spielzeiten entwickelte er sich zum Stammspieler und kam auf 127 Ligaeinsätze, in denen er 23 Treffer erzielte.
Zur Saison 2011/12 wechselte Cazorla zum FC Málaga, bei dem er einen Vertrag mit einer Laufzeit bis zum 30. Juni 2016 erhielt. Er kam in 38 Ligaspielen zum Einsatz und erzielte neun Tore.

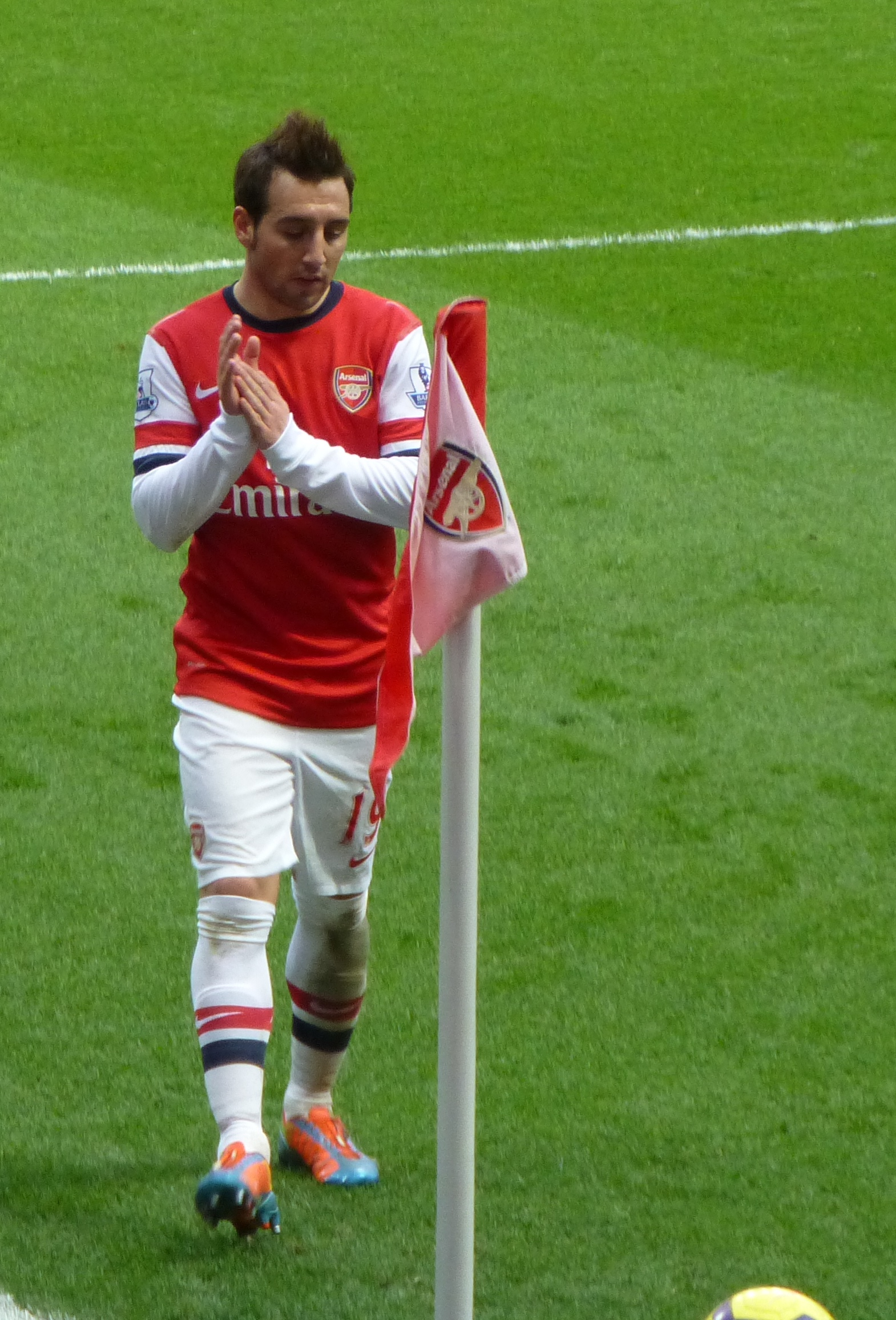
Cazorla beim FC Arsenal (2014)

Zur Saison 2012/13 wechselte Cazorla zum FC Arsenal in die Premier League. Dort erzielte er am dritten Spieltag nach einer Vorlage von Lukas Podolski beim Spiel gegen den FC Liverpool sein erstes Tor.
Zum Ende der Saison 2017/2018 verließ Cazorla den FC Arsenal, nachdem der auslaufende Vertrag nicht verlängert worden war. Aufgrund einer Verletzung war er über eineinhalb Jahre nicht zum Einsatz gekommen. Cazorla bestritt sein letztes Spiel am 19. Oktober 2016 gegen Ludugorets Razgrad. Seine Verletzung resultierte aus einem Krankenhauskeim. Zwischenzeitlich wurde über eine Amputation nachgedacht.
Zur Saison 2018/19 kehrte Cazorla zum FC Villarreal zurück. Er absolvierte 35 Ligaspiele (30-mal von Beginn) und erzielte 4 Tore für den lange Zeit abstiegsbedrohten Verein. Zudem kam er 10-mal (2 Tore) in der Europa League zum Einsatz, in der der FC Villarreal das Viertelfinale erreichte. In der darauf folgenden Saison kam er ebenfalls in 35 Ligaspielen zum Einsatz sowie in vier Pokalspielen. Mit 15 Toren und 11 Vorlagen kam er wettbewerbsübergreifend zu 26 Scorerpunkten in einer Spielzeit. FC Villarreal schaffte es damit auf den fünften Tabellenplatz und konnte sich für die Europa League qualifizieren.
Im Jahr 2020 wechselt Cazorla zu Al-Sadd SC, einem Fußballverein in Katar. Dort kam er in 96 Einsätzen auf 74 Torbeteiligungen.
Im August 2023 wechselte er zurück zu seinem Jugendverein Real Oviedo.

### Nationalmannschaft
Cazorla bestritt sieben Spiele für die U21 seines Landes. Für die Europameisterschaft 2008 in Österreich und der Schweiz wurde Cazorla von Trainer Luis Aragonés für das A-Nationalteam nominiert. Im Viertelfinale gegen Italien wurde er in der zweiten Halbzeit eingewechselt und war im anschließenden Elfmeterschießen einer der erfolgreichen Schützen für Spanien. Im Endspiel dieser Europameisterschaft wurde er ebenfalls in der zweiten Halbzeit eingewechselt und feierte mit dem Sieg über Deutschland den größten Titel seiner bisherigen Karriere. Bei der Europameisterschaft 2012 in Polen und der Ukraine wurde Cazorla während der Gruppenphase im Spiel gegen Irland und im Viertelfinale gegen die französische Auswahl eingewechselt und gewann mit seinem Team erneut den Titel.
Sein vorerst letztes Länderspiel absolvierte Cazorla im November 2015. Er war somit auch nicht Teil der Kader für die Europameisterschaft 2016 und die Weltmeisterschaft 2018. Im Juni 2019 kehrte Cazorla unter Robert Moreno in die Nationalmannschaft zurück und absolvierte sein erstes Länderspiel nach fast vier Jahren. Sein letztes Spiel für die Spanische Fußballnationalmannschaft absolvierte er am 18. November 2019 gegen Rumänien.

## Erfolge

### Nationalmannschaft
- Europameister (2): 2008, 2012

### Vereine
England
- Pokalsieger (2): 2014, 2015 (beide FC Arsenal)
- Supercupsieger (2): 2014, 2015 (beide FC Arsenal)

Katar
- Meister (2): 2021, 2022 (beide al-Sadd SC)
- Pokalsieger (2): 2020, 2021 (beide al-Sadd SC)
- Qatar-Cup-Sieger: 2021 (al-Sadd SC)
- Qatari-Stars-Cup-Sieger: 2020 (al-Sadd SC)

Spanien
- Aufstieg in die Primera División: 2025 (Real Oviedo)

Individuell
- Spaniens Fußballer des Jahres: 2007